# BUILD DIVIDE
《BUILD DIVIDE》是由Aniplex發行的日本交換卡片街機遊戲，以河本焰和武野光擔任原案的電視動畫《BUILD-DIVIDE -#000000- CODE BLACK》作為跨媒體計劃的首部項目，日本商品及動畫在2021年10月上市。台灣由羚邦集團代理，於巴哈姆特動畫瘋、KKTV、FriDay影音、MyVideo、HamiVideo、中華電信MOD、LINE TV、CatchPlay+首播。

## 發展
《BUILD DIVIDE》最初由Aniplex在2021年4月對外公布，以公司首款原創交換卡片遊戲（TCG）結合分為兩季的電視動畫展開。TCG於2021年10月8日以首款補充包加上兩種起始套牌推出，12月發售第二彈商品；官方也安排舉行比賽及粉絲見面會。首部電視動畫《BUILD DIVIDE -#000000（CODE：BLACK）-》（ビルディバイド コードブラック）與TCG同步發行。Fuumi、ikuyoan、Fly、NINNIN、necömi等多名插畫家被聘來繪製卡面，曾參與眾多TCG的遊寶洞（遊宝洞）負責遊戲設計。6月TCG官方網站成立，詳細動畫情報同時公開。

## 電視動畫
電視動畫由LIDENFILMS製作，第一季《BUILD DIVIDE -#000000（CODE：BLACK）-》（ビルディバイド コードブラック）2021年10月播出於東京都會電視台，第二季《BUILD DIVIDE -#FFFFFF（CODE：WHITE）-》（ビルディバイド コードホワイト）2022年4月播出。Aniplex聘請憑《狂賭之淵》成名的漫畫家河本焰聯合弟弟武野光擔任原案，LIDENFILMS製作動畫。2021年6月，宣布配音陣容。隨配音員共同提供動畫情報的特別節目《BUILD DIVIDE -#LIVE-（代碼直播）》（#ビルディバイド -#LIVE-(コードライブ)）原定2021年8月25日播出，後因COVID-19疫情延期。9月1日，首支正式宣傳影片（PV）發表。第一季藍光和DVD共三卷，第一卷定於2022年1月26日發售。
劇情以「新京都」（新京都）為背景，一切的勝負取決於名為「BUILD DIVIDE」的卡片遊戲，為了打倒統治者「王」的少年蔵部照人投入決鬥之中。
- 原案：河本焰、武野光（武野光）
- 導演：駒田由貴（駒田由貴）
- 劇本統籌：富田賴子（冨田頼子）
- 人物設定：友岡新平（日语：友岡新平）
- 音樂：井內啟二、東大路憲太（日语：東大路憲太）
- 音效指導：岩浪美和
- 動畫製作：LIDENFILMS[1]

### 劇情簡介
日本城市「新京都」受到名為「BUILD DIVIDE」的卡片遊戲主宰，並由最強的「王」統治著城市。城市中有一項謠言：「藉由BUILD DIVIDE取勝於王，任何願望實現方能實現」。少年藏部照人為了此目的，在神祕少女晩華櫻良的引導下投身加入了這場名為「重構」（リビルド）的戰鬥之中。

### 登場人物
藏部照人
聲：上村祐翔
本作主角。失去絕大部分記憶的少年，唯一記得的是「擊敗王」，在一場搭救下結識晩華櫻良。喜歡麵包。路癡，但不承認。善於賭博式的戰鬥風格。使用黑色卡組，王牌卡為「靈魂賭徒 布魯姆」（魂を賭ける者 ブルーム，聲：水瀨祈）。
晩華櫻良
聲：渡部紗弓
總是戴著圍巾的神秘少女，為了願望而尋找代替自己參戰的人。受到照人搭救後教導對方戰鬥。喜歡星星，時常唱著〈閃爍的星星〉（キラキラ星）一歌。使用藍色卡組，王牌卡為「TX-07雙新星 約拉」（TX-07 双連新星 アイオラ，聲：種崎敦美）。
棟梨日和
聲：古賀葵
住在新京都外圍的貧民窟，為了改善現狀而參加戰鬥。個性開朗，喜歡時代劇。使用白色卡組，王牌卡為「征服天使 道格勒克」（討伐の天使 ダグラーク，聲：諏訪部順一）。
琪卡
聲：芹澤優
真名为藏部菊花，照人的亲妹妹，新京都现任的“王”。對照人異常執著。使用白色卡組，王牌卡為「王牌前鋒 克勞迪婭」（エースストライカー クラウディア，聲：Lynn）。
圓城直光
聲：田丸篤志
充滿正義感的溫柔青年，試圖藉由參加戰鬥來改變新京都現狀；時常獨自行動，如追擊別的戰鬥團隊。不喜歡苦的東西。使用紅色卡組，王牌卡為「不屈獅子 萊昂內爾」（不屈の獅子 ライオネル，聲：日野聰）。

### 音樂
片頭及片尾曲在2021年9月1日發表。
片頭曲《BANG!!!》
作詞：ryo（supercell），作曲、编曲：Giga，主唱：EGOIST
片尾曲《不可逆轉的人生寫照》（不可逆的な命の肖像）
作曲、编曲：眩暈SIREN，作曲：オオサワレイ，作词：京寺，主唱：眩暈SIREN

### 播放平台
| 播放日期         | 播放時間（UTC+9） | 播放電視台  | 播放地區       | 備註   |
| ---------------- | ----------------- | ----------- | -------------- | ------ |
| 2021年10月9日－  | 24:30～           | 東京電視台  | 東京都         |        |
| 2021年10月9日－  | 24:30～           | 群馬電視台  | 群馬縣         |        |
| 2021年10月9日－  | 24:30～           | 栃木電視台  | 栃木縣         |        |
| 2021年10月9日－  | 24:30～           | BS11        | 全國           | BS放送 |
| 2021年10月9日－  | 26:08～           | 每日放送    | 近畿廣域圈     |        |
| 2021年10月14日－ | 26:07～           | 中京電視台  | 中京廣域圈     |        |
| 2021年10月14日－ | 25:29～           | 札幌電視台  | 北海道         |        |
| 2021年10月10日－ | 25:50～           | 福岡放送    | 福岡縣         |        |
| 2021年10月15日－ | 25:59～           | 宮城電視台  | 宮城縣         |        |
| 2021年10月15日－ | 25:55～           | 中國放送    | 廣島縣         |        |
| 2021年10月13日－ | 25:50～           | 靜岡電視台  | 靜岡縣         |        |
| 2021年10月15日－ | 25:55～           | RSK山陽放送 | 岡山縣和香川縣 |        |
| 2021年10月9日－  | 26:05～           | TV新潟      | 新潟縣         |        |
| 2021年10月10日－ | 21:00～           | AT-X        | 全國           |        |

| 國家或地區 | 播放平台                                                                        | 播放日期         | 備註 |
| ---------- | ------------------------------------------------------------------------------- | ---------------- | ---- |
| 臺灣       | 巴哈姆特動畫瘋 KKTV FriDay影音 MyVideo HamiVideo 中華電信MOD LINE TV CatchPlay+ | 2021年10月10日－ |      |

## 外部連結
- 官方网站（日語）
- BUILD DIVIDE -#000000（CODE：BLACK）-官方網站（日語）
- BUILD DIVIDE的X（前Twitter）
- BUILD DIVIDE（動畫）在動畫新聞網百科全書中的資料（英文）